# Franz Jehan Leenhardt
Franz Jehan Leenhardt (* 1. Juli 1902 in Saint-Pargoire; 5. November 1990 in Genf) war ein französischer evangelischer Geistlicher und Hochschullehrer.

## Leben

### Familie
Franz Jehan Leenhardt war der Sohn des französischen Pfarrers Camille Leenhardt (* 28. Dezember 1872 in Montpellier; † 1. Dezember 1955) und dessen Ehefrau Suzanne (geb. de France-Mandoul); er hatte noch fünf Geschwister.
In erster Ehe war er seit 1928 mit Denise Arnal (* 11. August 1905; † 1937) verheiratet; gemeinsam hatten sie drei Kinder.
Seine zweite Ehefrau, die er 1938 heiratete, war Antoinette (* 21. März 1913 in Plainpalais), Tochter des Pfarrers Charles-Théodore Chenevière (1881–1962) und die Witwe des Chemieingenieurs Jean-Sidney Albaret (1906–1937); gemeinsam hatten sie einen Sohn.
Die Tante seiner zweiten Ehefrau war Madeleine Chenevière (1884–1972), die 1915 den Schweizer Christlichen Verein Junger Frauen (CVJF) gründete und diesen bis 1946 präsidierte.

### Werdegang
Franz Jehan Leenhardt besuchte das Literaturgymnasium und beendete es 1919 mit seiner Matura. Im gleichen Jahr immatrikulierte er sich zu einem Theologiestudium an der Universität Montpellier, das er 1921 an der Universität Paris fortsetzte. Nachdem er das Studium aus gesundheitlichen Gründen unterbrechen musste, wurde er 1929 Lizentiat und im gleichen Jahr erfolgte seine Ordination; 1931 promovierte er zum Dr. theol. in Montpellier.
Von 1929 bis 1931 war er als Pfarrer in Frankreich tätig.
1932 wurde er Nachfolger von Jules Breitenstein, der aus gesundheitlichen Gründen von seinem Amt zurückgetreten war, und erhielt den Lehrstuhl für Neues Testament der Theologischen Fakultät an der Universität Genf, wo er von Januar bis Mai 1932 Lehrbeauftragter und von 1932 bis 1967 ordentlicher Professor; in dieser Zeit war er von 1956 bis 1962 Dekan der Fakultät.

### Geistliches und berufliches Wirken
Franz Jehan Leenhardt war Mitbegründer der Cahiers bibliques de foi et vie.
Für seinen Kommentar zum Paulusbrief an die Römer, den er 1957 veröffentlichte, wurde er international bekannt und hat die reformierte Theologie vor allem mit seinen Gedanken über die christliche Ethik, die Sakramente und die Ökumene beeinflusst.
1973 erschien er mehrmals mit der Fernsehsendung Franz J . Leenhardt ou la theologie dans la vie publique.

## Schriften (Auswahl)
- La notion de sainteté dans l'Ancien Testament. Montpellier: Causse, Graille et Castelnau, 1929.
- Le chrétien doit-il servir l'état? Geneve, Editions Labor, 1939.
- Études sur l'église dans le Nouveau Testament. Genève: Georg, 1940.
- Der Protestantismus im Urteil der römisch-katholischen Kirche. Zürich Zwingli-Verlag 1943.
- Le baptême chrétien. Neuchatel: Delachaux & Niestlé, 1946.
- Le sacrement de la Sainte Cène. Neuchâtel: Delachaux & Niestlé, 1948.
- La place de la femme dans l'église d'après le Nouveau Testament. Montpellier, 1948.
- Fritz Blanke; Franz Jehan Leenhardt: Die Stellung der Frau im Neuen Testament und in der alten Kirche. Zürich 1949.
- Ceci est mon corps. Neuchatel: Delachaus & Niestlé, 1955.
- L'épitre de saint Paul aux Romains. Neuchatel: Delachaux & Niestlé, 1957.
- Catholicisme romain et protestantisme. Genève: Ed. Labor et Fides, 1957
- The Epistle to the Romans. London: Lutterworth Press, 1961.
- Le Saint-Esprit. Geneve: Labor et Fides, 1963.
- Two Biblical faiths. Lutterworth Press: London, 1964.
- Gotteswort und Gottesgegenwart. Basel: Reinhardt, 1967
- Parole - Écriture - Sacrements. Neuchatel: Delachaux et Niestlé, 1968.
- L'E ́vangile, hier et aujourd'hui. Genève: Ed. Labor et Fides, 1968.
- Parole visible. Neuchâtel: Delachaux et Niestlé, 1971.
- L' Église. Genève: Labor et Fides, 1978.
- L' antisémitisme et le mystère d'Israël. 1979.
- La mort et le testament de Jésus. Genève: Labor et Fides, 1983.